# Busung
Busung is een bestuurslaag in het regentschap Bintan van de provincie Riouwarchipel, Indonesië. Busung telt 1062 inwoners (volkstelling 2010).